# Kirche von Alva

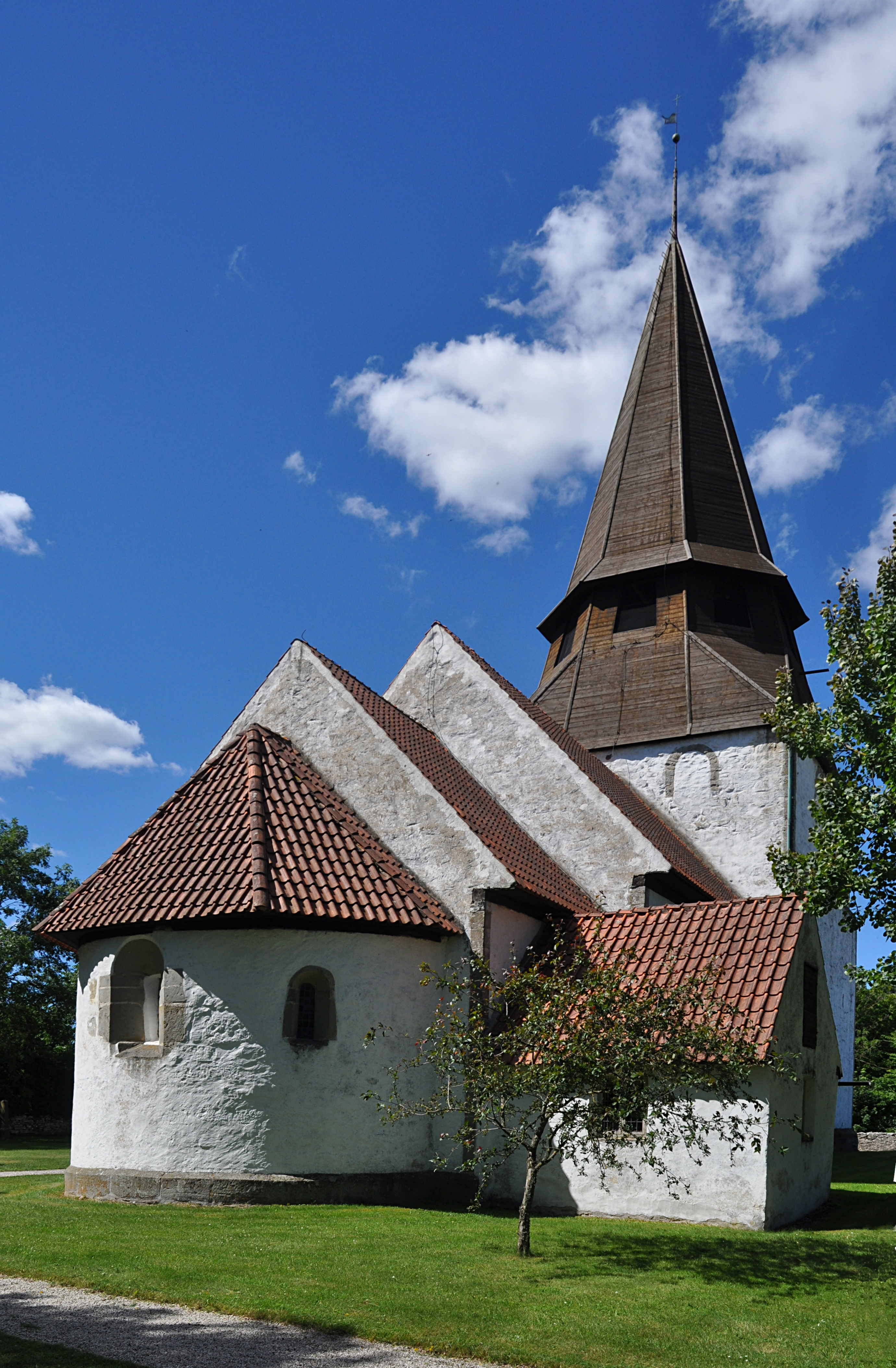
Kirche von Alva – Chorseite

Die Kirche von Alva (schwedisch Alva kyrka) liegt südlich von Hemse auf der schwedischen Insel Gotland. Sie hat eine getreppte Silhouette und, verursacht durch den sehr breiten, niedrigen Turm, ungewöhnliche Proportionen. Der Turm sollte doppelt so hoch werden, aber unbekannte Ursachen stoppten den Bau.

## Bauabfolge
Der Chor und die auf Gotland selten gerundete Apsis entstanden zu Beginn des 13. Jahrhunderts, während das Langhaus später angefügt wurde. Alle Teile wurden aus Sandstein errichtet. 100 Jahre später begann der Bau des aus Kalkstein errichteten Turms im Westen, der aber nicht in der geplanten Höhe erstellt wurde.

## Die Portale
Das große gotische Portal im Süden trägt ebenfalls Anzeichen einer Unterbrechung. Es entsteht der Eindruck, als seien seine Details recht beliebig von unkundigen Bauleuten zusammengesetzt worden. Einige übrig gebliebene Portalteile wurden in einer Treppe in der nördlichen Turmmauer als Decke verwandt.
Die Säulen des Chorportals stehen auf Basen mit skulptierten Tierreliefs, die möglicherweise von dem gotländischen Meister Sighraf geschaffen wurden.

Kirche von Alva
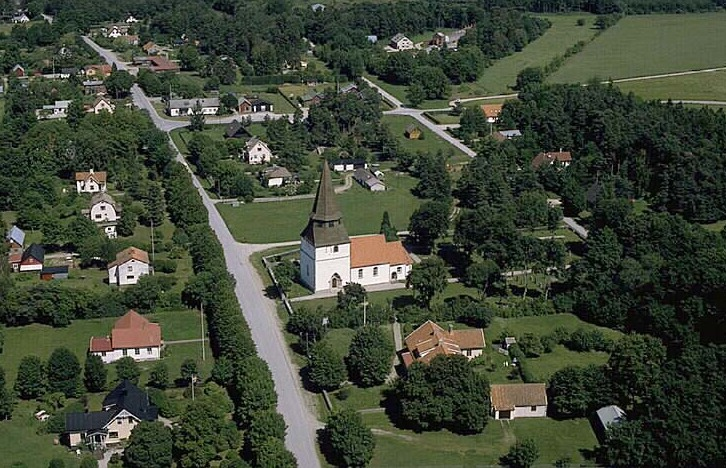
Kirche von Alva
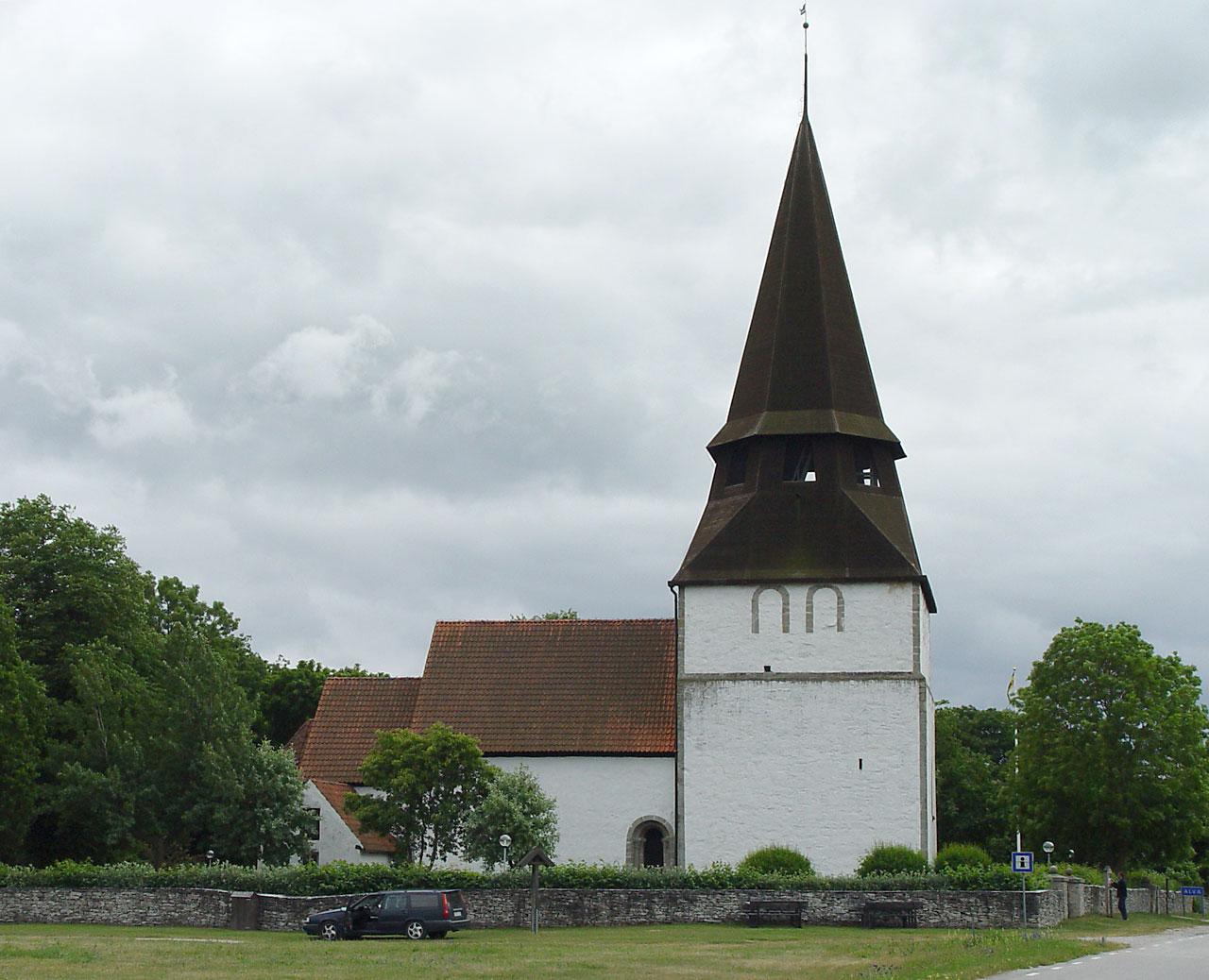
Kirche von Alva
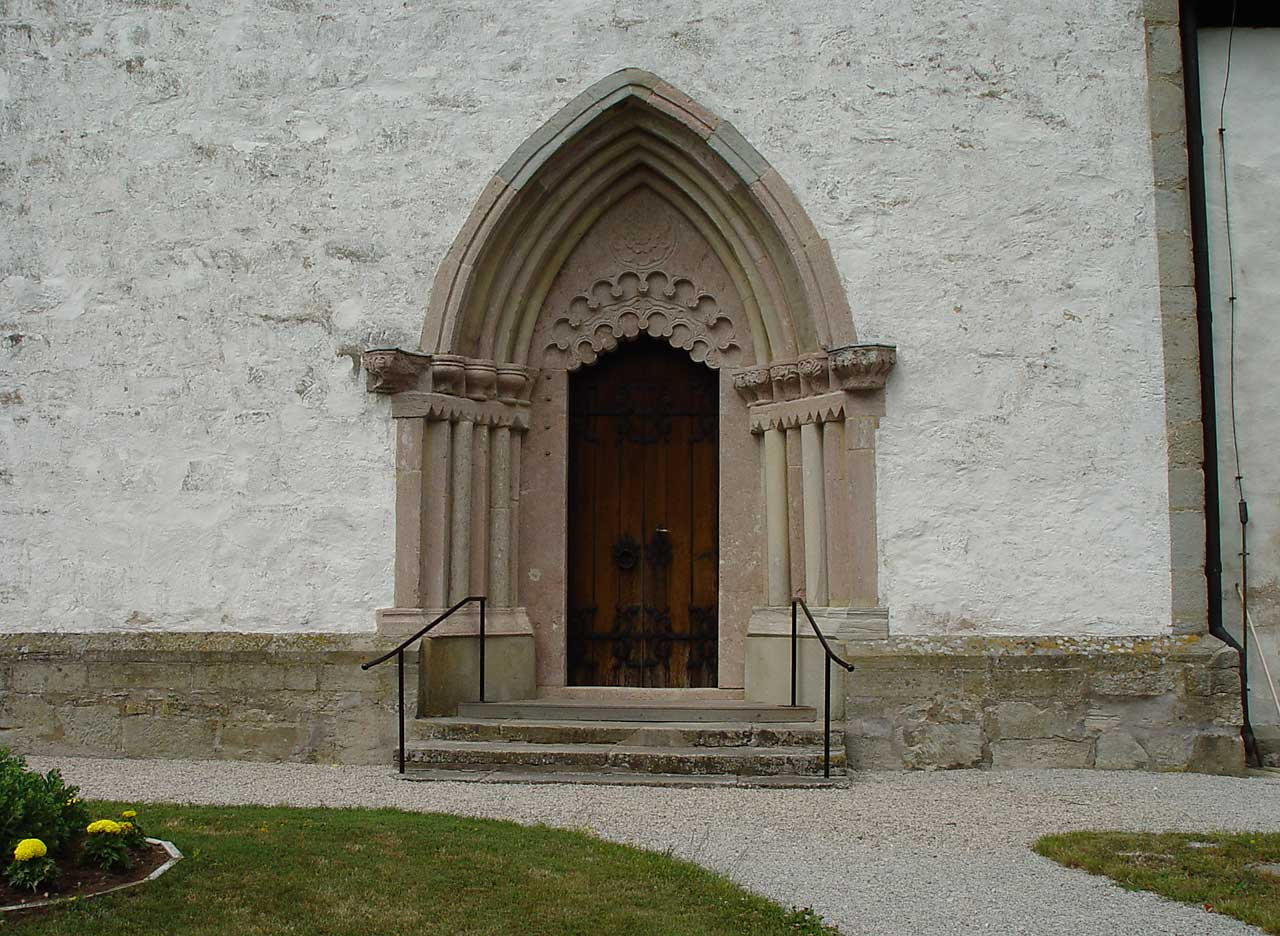
Nordportal
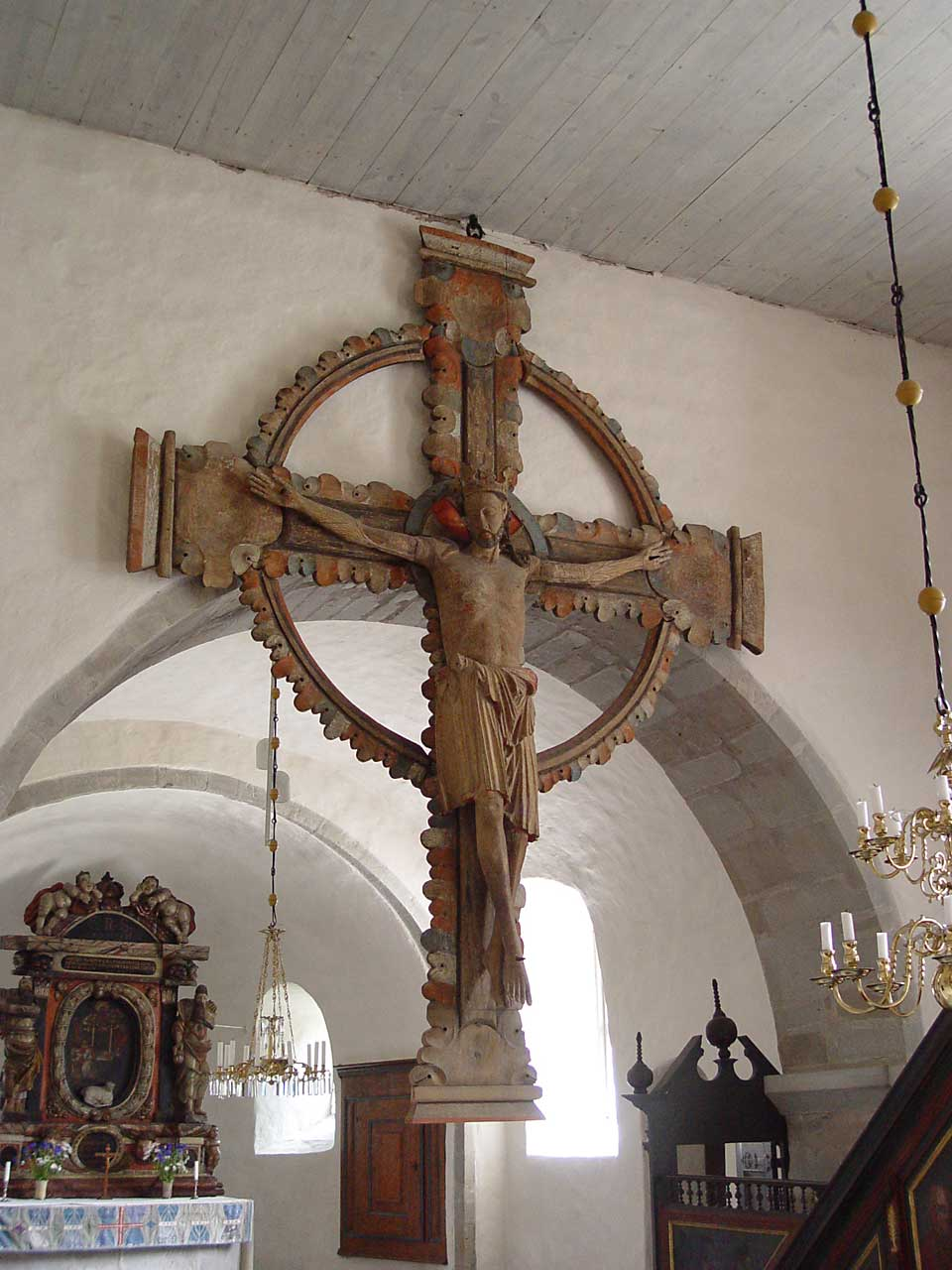
Triumphkreuz

Das Portal des Langhauses, heute an der Nordseite platziert, besitzt skulptierte Kapitelle, an denen ein über einen Ring hinaus beißender Adler sowie ein Männerkopf zu sehen sind.

## Innenausstattung
Der Altartisch aus Kalkstein besitzt ungewöhnlicherweise einen Sockel. Dahinter findet sich ein romanischer Taufsteinfuß mit Reliefs, vermutlich eine Arbeit des Steinmeisters Hegwald. Das große Triumphkreuz ist eine Arbeit aus der Mitte des 13. Jahrhunderts. Die Nordwand des Langhauses ist mit Kalkmalereien aus dem späten Mittelalter versehen. Sie wurden vermutlich unmittelbar vor der Reformation vom „Meister von 1520“ ausgeführt. Beim Eingang zur Sakristei liegt ein mittelalterlicher Grabstein mit der Inschrift: „Am 1. Januar im Jahre des Herrn 1317 starb Botvi, die Hausfrau Botvids in Alva, die in Frieden ruhen mag“.